# Eutropis rudis
Eutropis rudis är en ödleart som beskrevs av  George Albert Boulenger 1887. Eutropis rudis ingår i släktet Eutropis och familjen skinkar. Inga underarter finns listade i Catalogue of Life.